# Statistiche e record del Treviso Foot Ball Club 1993

## Statistiche di squadra

### Partecipazioni ai campionati
Campionati nazionali
| Livello | Categoria                                   | Partecipazioni | Debutto   | Ultima stagione | Totale |
| ------- | ------------------------------------------- | -------------- | --------- | --------------- | ------ |
| 1º      | Prima Categoria                             | 2              | 1920-1921 | 1921-1922       | 3      |
| 1º      | Serie A                                     | 1              | 2005-2006 | 2005-2006       | 3      |
| 2º      | Seconda Divisione                           | 3              | 1922-1923 | 1925-1926       | 23     |
| 2º      | Prima Divisione                             | 3              | 1926-1927 | 1928-1929       | 23     |
| 2º      | Serie B-C Alta Italia                       | 1              | 1945-1946 | 1945-1946       | 23     |
| 2º      | Serie B                                     | 16             | 1946-1947 | 2008-2009       | 23     |
| 3º      | Prima Divisione                             | 6              | 1929-1930 | 1934-1935       | 46     |
| 3º      | Serie C                                     | 29             | 1935-1936 | 1977-1978       | 46     |
| 3º      | Serie C1                                    | 10             | 1978-1979 | 2002-2003       | 46     |
| 3º      | Lega Pro Prima Divisione                    | 1              | 2012-2013 | 2012-2013       | 46     |
| 4º      | Campionato Interregionale - Prima Categoria | 1              | 1957-1958 | 1957-1958       | 12     |
| 4º      | Serie D                                     | 3              | 1972-1973 | 1974-1975       | 12     |
| 4º      | Serie C2                                    | 7              | 1985-1986 | 1995-1996       | 12     |
| 4º      | Lega Pro Seconda Divisione                  | 1              | 2011-2012 | 2011-2012       | 12     |
| 5º      | Campionato Interregionale                   | 1              | 1991-1992 | 1991-1992       | 5      |
| 5º      | Campionato Nazionale Dilettanti             | 3              | 1992-1993 | 1994-1995       | 5      |
| 5º      | Serie D                                     | 1              | 2010-2011 | 2010-2011       | 5      |

Il Treviso ha partecipato a 89 campionati nazionali; 3 di prima livello, 23 di secondo, a 46 di terzo, a 12 di quarto e a 5 di quinto livello.
Campionati regionali
| Livello | Categoria       | Partecipazioni | Debutto   | Ultima stagione | Totale |
| ------- | --------------- | -------------- | --------- | --------------- | ------ |
| I       | Promozione      | 2              | 1914-1915 | 1919-1920       | 8      |
| I       | Terza Divisione | 1              | 1924-1925 | 1924-1925       | 8      |
| I       | Eccellenza      | 5              | 2009-2010 | 2018-2019       | 8      |
| II      | Promozione      | 4              | 2013-2014 | 2020-2021       | 4      |

Il Treviso ha partecipato complessivamente a 12 campionati su base regionale; 8 nel primo livello e 4 nel secondo.

### Partecipazione alle coppe
| Competizione                            | Partecipazioni | Debutto   | Ultima stagione | Totale |
| --------------------------------------- | -------------- | --------- | --------------- | ------ |
| Coppa Italia                            | 22             | 1922      | 2012-2013       | 22     |
| Coppa Alta Italia                       | 1              | 1946      | 1946            | 1      |
| Coppa Aldo Fiorini                      | 1              | 1943      | 1943            | 1      |
| Coppa Arpinati                          | 1              | 1927      | 1927            | 1      |
| Coppa Italia Semiprofessionisti         | 8              | 1973-1974 | 1980-1981       | 24     |
| Coppa Italia Serie C                    | 14             | 1981-1982 | 2002-2003       | 24     |
| Coppa Italia Lega Pro                   | 2              | 2011-2012 | 2012-2013       | 24     |
| Supercoppa di Lega di Serie C           | 1              | 2003      | 2003            | 1      |
| Supercoppa di Lega di Seconda Divisione | 1              | 2012      | 2012            | 1      |
| Coppa Italia Serie D                    | 1              | 2010-2011 | 2010-2011       | 1      |
| Poule Scudetto                          | 2              | 1994-1995 | 2010-2011       | 2      |
| Coppa Italia Dilettanti                 | 1              | 1992-1993 | 1992-1993       | 1      |
| Coppa Ottorino Mattei                   | 1              | 1957-1958 | 1957-1958       | 1      |

## Statistiche individuali

### Lista dei capitani
| Calciatore            | Ruolo | Stagioni al club                            | Stagioni da capitano | Presenze | Reti |
| --------------------- | ----- | ------------------------------------------- | -------------------- | -------- | ---- |
| …                     |       |                                             |                      |          |      |
| Domenico Zambianchi   | C     | 1967-1971 e 1972-1978                       | 1974-1978 (4)        | 275      | 22   |
| Silvano Colusso       | C     | 1968-1971 e 1974-1982                       | 1978-1982 (4)        | 317      | 21   |
| Michele Sassanelli    | C     | 1981-1983                                   | 1982-1983 (1)        | 47       | 0    |
| Franco Bergamaschi    | C     | 1982-1984                                   | 1983-1984 (1)        | 65       | 4    |
| Remo Zavarise         | D     | 1976-1977, 1978-1981, 1982-1983 e 1984-1986 | 1984-1986 (2)        | 213      | 2    |
| Luciano Castioni      | D     | 1986-1988                                   | 1986-1988 (2)        | 64       | 0    |
| Gianni De Biasi       | C     | 1987-1989                                   | 1988-1989 (1)        | 55       | 3    |
| Giuseppe Pillon       | C     | 1989-1990                                   | 1989-1990 (1)        | 33       | 0    |
| …                     |       |                                             |                      |          |      |
| Massimo Barbuti       | A     | 1991-1992                                   | 1991-1992 (1)        | 30       | 12   |
| Maurizio Gilardi      | C     | 1992-1993                                   | 1992-1993 (1)        | 27       | 1    |
| Gianni Bonfante       | C     | 1991-1995                                   | 1993-1994 (1)        | ?        | ?    |
| Loris Pradella        | A     | 1994-1998                                   | 1994-1998 (4)        | 113      | 15   |
| Diego Bonavina        | C     | 1994-1999                                   | 1998-1999 (1)        | 153      | 28   |
| Diego Bortoluzzi      | C     | 1997-2002                                   | 1999-2002 (3)        | 113      | 14   |
| Fabio Gallo           | C     | 2002-2006                                   | 2002-2006 (5)        | 108      | 17   |
| Francesco Parravicini | C     | 2001-2006                                   | 2006 (1)             | 127      | 4    |
| Marcello Cottafava    | D     | 2002-2004 e 2004-2007                       | 2006-2007 (1)        | 100      | 4    |
| Luigi Beghetto        | A     | 1998-2000 e 2005-2009                       | 2007-2009 (3)        | 163      | 47   |
| Riccardo Gissi        | C     | 2004-2005 e 2006-2009                       | 2009 (1)             | 122      | 1    |
| Davide Favaro         | A     | 2009-2010                                   | 2009-2010 (1)        | 30       | 18   |
| Alessandro Ferronato  | C     | 2010-2012                                   | 2010-2011 (1)        | 28       | 5    |
| Andrea Bandiera       | C     | 2010-2012                                   | 2011-2012 (1)        | 58       | 0    |
| Nazzareno Tarantino   | A     | 2012-2013                                   | 2012-2013 (1)        | 25       | 10   |
| Matteo Ton            | D     | 2012-2015                                   | 2013-2015 (2)        | ?        | ?    |
| Marco Bellotto        | D     | 2015-2016                                   | 2015-2016 (1)        | ?        | ?    |
| Gianluca Giovannini   | D     | 2016-2017                                   | 2016-2017 (1)        | ?        | ?    |
| Matteo Nichele        | C     | 2017-2018                                   | 2017-2018 (1)        | ?        | ?    |
| Nicolò Garbuio        | A     | 2017-2018                                   | 2018 (1)             | ?        | ?    |
| Gregorio Livotto      | C     | 2013-2015, 2016 e 2018-2019                 | 2019 (1)             | ?        | ?    |
| Marco Guzzo           | D     | 2019-2020                                   | 2019-2020 (1)        | ?        | ?    |
| Raffaele Baido        | A     | 2020-                                       | 2020- (1)            | ?        | ?    |

### Presenze in partite ufficiali
in grassetto i calciatori ancora in squadra
- 328  Gino De Biasi (1924-1941)
- 317  Silvano Colusso (1968-1971, 1974-1982)
- 275  Domenico Zambianchi (1967-1971, 1972-1978)
- 256  Alessandro Sirena (1963-1974)
- 215  Alessandro De Poli (1992-1999)
- 213  Remo Zavarise (1976-1977, 1979-1981, 1982-1983, 1984-1986)
- 212  Germano Spangaro (1960-1970)
- 206  Enrico Alberti (1968-1974)
- 201  Walter Frandoli (1970-1978)

201  Bruno Ruzza (1946-1947, 1948-1953)
| Serie A - 32 Antonio Filippini (2005-2006) - 31 Reginaldo (2005-2006) - 30 Emanuele Filippini (2005-2006) - 29 Francesco Parravicini (2005-2006) 29 Adriano Zancopè (2005-2006) - 28 Marcello Cottafava (2005-2006) - 26 Gustavo (2005-2006) 26 William Viali (2005-2006) - 24 Pinga (2005-2006) - 22 Paolo Dellafiore (2005-2006) 22 Dino Fava Passaro (2005-2006) | Serie B - 152 Sergio Realini (1950-1955) - 147 Luigi Beghetto (1998-2000, 2006-2009) - 141 Dino Pavanello (1950-1955) - 128 Bruno Ruzza (1946-1947, 1950-1953) - 122 Renzo Chiodi (1950-1954) 122 Riccardo Gissi (2004-2005, 2006-2009) - 110 Diego Bortoluzzi (1997-2001) - 108 Emilio Pozzan (1950-1955) - 105 Giuseppe Persi (1950-1952, 1954-1955) - 101 Ottorino Paulinich (1951-1955) |

### Marcature in partite ufficiali
in grassetto i calciatori ancora in squadra
- 63  Flavio Fiorio (1994-1998)
- 62  Giuseppe Persi (1949-1952, 1954-1957)
- 59  Carlo De Bernardi (1972-1977)
- 57  Antonio Bisigato (1927-1931, 1940-1943)

57  Antonio Maran (1938-1939, 1940-1943)
- 54  Alvaro Zian (1948-1951)
- 47  Luigi Beghetto (1998-2000, 2005-2009)
- 46  Umberto Visentin (1924-1928, 1936-1941, 1948-1949)

46  Marco Zanotto (1926-1927, 1929-1934)
- 44  Massimo Perna (2010-2012, 2016)

| Serie A - 5 Marco Borriello (2005-2006) 5 Reginaldo (2005-2006) - 3 Dino Fava Passaro (2005-2006) 3 Pinga (2005-2006) - 2 Francesco Parravicini (2005-2006) - 1 Walter Baseggio (2005-2006) 1 Luigi Beghetto (2005-2006) 1 Paolo Dellafiore (2005-2006) 1 Antonio Filippini (2005-2006) 1 Emanuele Filippini (2005-2006) 1 Gustavo (2005-2006) | Serie B - 46 Luigi Beghetto (1998-2000, 2006-2009) - 34 Giuseppe Persi (1950-1952, 1954-1955) - 26 Paulo Vitor Barreto (2004-2005, 2007-2008) - 21 Nereo Burattini (1946-1948) 21 Aldo Vascellari (1950-1952) - 16 Dino Pavanello (1950-1955) - 15 Massimo Ganci (2003-2004) 15 Gustavo Scagliarini (1952-1954) 15 Luca Toni (1999-2000) - 14 Alberto Bonaretti (1950-1952) 14 Diego Bortoluzzi (1997-2001) 14 Reginaldo (2003-2005) |